# 尼古拉·蒂昂蓋伊
尼古拉·蒂昂蓋伊（法語：Nicolas Tiangaye；1956年9月13日—）是中非共和國政治人物暨律師，並且2013年1月17日開始擔任了中非共和國總理，一直到2014年1月10日辭職為止。另外他在2003年至2005年期間，還曾經擔任過全國過渡委員會主席。2013年1月時，尼古拉·蒂昂蓋伊曾經要求反政府聯盟跟全國團結政府取得聯繫，並且設法尋求和平解決方案。但是在反抗聯盟將弗朗索瓦·博齊澤辭去總統職位作為唯一要求。之後儘管由米歇爾·喬托迪亞代理總統職務，但兩人在2014年1月10日時都選擇辭去職務。